# ويندي ديفيز
ويندي ديفيز (بالإنجليزية: Wendy Davies)‏ هي مؤرخة بريطانية، ولدت في 1942.